# Elvijs Biezais
Elvijs Biezais (ur. 30 czerwca 1991 w Rydze) – łotewski hokeista, reprezentant Łotwy.

## Kariera
- SK Riga 18 (2007–2008)
- SK LSPA/Riga (2008–2009)
- Dinamo-Juniors Ryga (2009–2010)
  -  Ozolnieki/Juniors (2009/2010)
- HK Rīga (2010–2012)
- HK Juniors Riga (2011–2013)
- Dinamo Riga (2012–2013)
- Jokipojat (2013–2014)
- Arłan Kokczetaw (2014–2016)
- HK Nioman Grodno (2016)
- Polonia Bytom (2016–2017)
- Podhale Nowy Targ (2017–2018)
- Rapaces de Gap (2018–2019)
- Dresdner Eislöwen (2019–2021)
- Herforder EV (2021–2022)
- Hannover Indians (2022)
- Herner EV (2022–)

Wychowanek klubu EVHS. W barwach zespołu z Rygi przez dwa sezony grał w rosyjskiej lidze juniorskiej MHL. W składzie Dinama Ryga rozegrał sezon KHL (2012/2013). W sierpniu 2013 na zasadzie wypożyczenia został zawodnikiem fińskiego klubu Jokipojat i rozegrał sezon w lidze Mestis. Od połowy listopada 2014 był zawodnikiem kazachskiego Arłanu Kokczetaw, a w czerwcu 2015 przedłużył kontrakt o kolejny rok. W barwach tej drużyny rozegrał dwie edycje w lidze kazachskiej. W lipcu 2016 został graczem Niomanu Grodno. W drużynie występował na początku sezonu ekstraligi białoruskiej 2016/2017. Od końca roku 2016 był zawodnikiem Polonii Bytom w rozgrywkach Polskiej Hokej Ligi i rozegrał do końca sezon PHL 2016/2017. W czerwcu 2018 został zawodnikiem Podhala Nowy Targ. W maju 2018 przeszedł do francuskiego klubu Gap. W połowie 2019 został zawodnikiem Dresdner Eislöwen. W kwietniu 2021 opuścił klub. W maju 2021 został zaangażowany przez Herforder EV. Od lipca do października 2022 był zawodnikiem Hannover Indians, po czym przeszedł do Herner EV.
W barwach juniorskich reprezentacji Łotwy uczestniczył w turniejach mistrzostw świata do lat 18 w 2009 (Dywizja IB), mistrzostw świata do lat 20 w 2011 (Dywizja I). Później został kadrowiczem seniorskiej reprezentantacji kraju.

## Sukcesy
Reprezentacyjne
- Awans do mistrzostw świata do lat 18 Dywizji IA: 2009
- Awans do mistrzostw świata do lat 20 Elity: 2011

Klubowe
- Srebrny medal mistrzostw Łotwy: 2013 z HK Juniors Riga
- Puchar Nadziei: 2013 z Dinamem Ryga
- Srebrny medal mistrzostw Kazachstanu: 2015, 2016 z Arłanem Kokczetaw
- Brązowy medal mistrzostw Polski: 2017 z Polonią Bytom, 2018 z Podhalem Nowy Targ

Indywidualne
- Mistrzostwa świata do lat 18 w hokeju na lodzie mężczyzn 2009/I Dywizja#Grupa B:
  - Najlepszy zawodnik reprezentacji w turnieju[16]
- Mistrzostwa Świata Juniorów w Hokeju na Lodzie 2011/I Dywizja#Grupa A:
  - Piąte miejsce w klasyfikacji strzelców turnieju: 3 gole[17]
  - Czwarte miejsce w klasyfikacji kanadyjskiej turnieju: 6 punktów[18]
- Polska Hokej Liga (2017/2018)[19][20]:
  - Czwarte miejsce w klasyfikacji strzelców w sezonie zasadniczym: 23 gole
  - Pierwsze miejsce w klasyfikacji strzelców w fazie play-off: 10 goli
  - Drugie miejsce w klasyfikacji kanadyjskiej w fazie play-off: 19 punktów